# Непал на зимних Азиатских играх 2011
Непал принял участие в 7-х зимних Азиатских играх, проводившихся в 2011 году в Астане и Алма-Ате, отправив одного спортсмена, участвовавшего в соревнованиях по горнолыжному спорту. По результатам Игр Непал не завоевал ни одной медали.

## Горнолыжный спорт
| Дисциплина            | Спортсмен         | Результат          | Место |
| --------------------- | ----------------- | ------------------ | ----- |
| Супергигант (мужчины) | Прабин Кармачарья | 2:37.65 (+1:33.04) | 20    |